# Felix Wimberger
Felix Wimberger, né le 28 février 1990 à Vilshofen an der Donau, est un rameur d'aviron allemand.

## Palmarès

### Championnats du monde
| Discipline | Chungju 2013 Corée du Sud | Amsterdam 2014 Pays-Bas | Aiguebelette 2015 France | Rotterdam 2016 Pays-Bas | Sarasota 2017 États-Unis | Plovdiv 2018 Bulgarie |
| ---------- | ------------------------- | ----------------------- | ------------------------ | ----------------------- | ------------------------ | --------------------- |
| Huit       |                           | Argent                  |                          |                         | Or                       | Or                    |

### Championnats d'Europe
| Discipline          | Séville 2013 Espagne | Belgrade 2014 Serbie | Poznań 2015 Pologne | Brandebourg 2016 Allemagne | Račice 2017 Tchéquie | Glasgow 2018 Royaume-Uni |
| ------------------- | -------------------- | -------------------- | ------------------- | -------------------------- | -------------------- | ------------------------ |
| Huit                |                      | Or                   |                     |                            | Or                   | Or                       |
| Quatre sans barreur | Bronze               |                      |                     |                            |                      |                          |